# Pelikanfuß
Der Pelikanfuß (Aporrhais pespelecani) ist eine Meeresschnecke, die im nordöstlichen Atlantik von Island bis Marokko und im Mittelmeer auf Schlammböden, in Tiefen von 10 bis 180 Metern vorkommt. Die Schnecke kommt auch in der Nordsee, im Kattegat und im Ärmelkanal vor. 

## Merkmale
Der Pelikanfuß wird bis zu 5 cm lang. Die Außenlippe der Gehäusemündungsöffnung ist bei ausgewachsenen Tieren zu mehreren langen Spitzen ausgezogen und dadurch einem Schwimmvogelfuß ähnlich. Das hellbraune, rotbraune oder gelbliche Gehäuse weist acht bis zehn Umgänge auf und ist gerippelt. In der Nordsee ist der Pelikanfuß heutzutage allerdings eher selten. Bei den Funden am Strand handelt es sich um uralte Gehäuse. Dies ist an der bläulichen Färbung erkennbar.

## Lebensweise
Pelikanfüße leben meist eingegraben im Sandboden und ernähren sich von feinen Nahrungspartikeln, die sie aus dem Wasserstrom filtrieren, der durch ihre Kiemen strömt. Bewegen sie sich fort, so kriechen sie ein kleines Stück und ziehen dann das Gehäuse mit einem Ruck nach. Sie vermehren sich durch Eier, aus denen planktonische Veliger-Larven schlüpfen.